# Всемирна летопис
„Всемирна летопис“ е българско списание за езотерика, излизало в София от 1919 до 1927 година. Издател и главен редактор на списанието е софийският адвокат и поет символист Иван Толев. Девиз на изданието е мисълта на Петър Дънов: „Работете между тоя народ, защото повдигането на българската душа влиза в Божествения план.“
На страниците на „Всемирна летопис“ са публикувани множество значими текстове, сред които Златните стихове на Питагор, „Смъртта и нейната тайнственост“ от Камил Фламарион, първият български превод на текст на Емануел Сведенборг (откъс от книгата „За небесата, за света на духовете и за ада“, публикуван под заглавието „Езикът на ангелите“), коментар на Сифра Дзениута от Симеон бен Йохай, резюмета от беседи на Петър Дънов, стихотворения на Иван Грозев, Дора Габе, Иван Толев и др.
Списанието поддържа постоянна рубрика по окултни науки - астрология, хиромантия и др., помества сведения за наблюдавани в България и в чужбина паранормални явления, както и новини от културния живот, като посещението на Рабиндранат Тагор в България през 1926 година.